# Albonectria albosuccinea
Albonectria albosuccinea är en svampart som först beskrevs av Narcisse Theophile Patouillard, och fick sitt nu gällande namn av Rossman & Samuels 1999. Albonectria albosuccinea ingår i släktet Albonectria och familjen Nectriaceae.   Inga underarter finns listade i Catalogue of Life.